# 코스타리카의 국장

코스타리카의 국장

코스타리카의 국장은 1848년 9월 29일에 처음 제정되었으며 현재의 국장은 1998년 5월 5일에 수정되었다.
금색 방패 가운데에는 연기가 피어오르는 세 개의 화산이 그려져 있으며 화산 양쪽에는 태평양과 카리브해를 횡단하고 있는 2척의 상선이 그려져 있다. 2척의 상선은 코스타리카와 접하고 있는 바다의 역사를 뜻한다.
수평선 위에는 떠오르는 태양이 그려져 있으며 태양 위에는 7개의 하얀색 별이 그려져 있다. 7개의 별은 코스타리카를 구성하는 7개의 주를 뜻한다. 방패 양쪽에는 커피콩이 그려져 있으며 방패 위쪽에는 두 개의 야자나무 잎이 장식되어 있다.
방패 위쪽에 있는 하얀색 리본에는 코스타리카의 공식 명칭인 "코스타리카 공화국"("República de Costa Rica")이 쓰여져 있으며 파란색 리본에는 중앙아메리카("America Central")가 스페인어로 쓰여져 있다.

## 역대 코스타리카의 국장

1823년 ~ 1824년
1824년 ~ 1840년
1840년 ~ 1842년
1842년 ~ 1848년
1848년 ~ 1906년
1906년 ~ 1964년
1964년 ~ 1998년

## 같이 보기
- 코스타리카의 국기